# 卡亞拉尼區
卡亞拉尼區（西班牙語：Distrito de Cayarani），是秘魯的一個區，位於該國南部阿雷基帕大區的康德蘇約斯省，始建於1857年1月2日，面積1,395.67平方公里，海拔高度3,920米，2005年人口2,623，人口密度每平方公里1.9人。